# Xynobius annulicornis
Xynobius annulicornis är en stekelart som först beskrevs av William Harris Ashmead 1894.  Xynobius annulicornis ingår i släktet Xynobius och familjen bracksteklar. Inga underarter finns listade i Catalogue of Life.